# Prymazjusz z Hadrumetum
Prymazjusz z Hadrumetum (VI wiek) – wczesnochrześcijański pisarz, biskup Hadrumetum w latach 550–560. Dołączył do grupy biskupów potępiających Trzy Dzieła. Autor Komentarza do Apokalipsy (Commentarius in Apocalipsin), dzieła zawierającego liczne cytaty z pisma Tykoniusza o identycznym tytule. Napisał również O herezjach (De haeresibus), ale dzieło to zaginęło, zachował się jedynie fragment u Kasjodora.